# Публий Вариний
Публий Вариний (на латински: Publius Varinius) е римски военачалник и политик.
Публий Вариний e претор през 73 пр.н.е. и проконсул през 72 пр.н.е.. Той е победен при опита му да потуши робското въстание на Спартак.